# Distretto di İpsala
Il distretto di İpsala (in turco İpsala ilçesi) è un distretto della provincia di Edirne, in Turchia.

## Geografia fisica
Il distretto si trova lungo il corso del fiume Evros, al confine con la Grecia. Oltre che con il paese ellenico confina con i distretti di Enez, Keşan, Meriç e Uzunköprü.
Nel suo territorio, lungo la strada nazionale D-110, si trova il principale posto di confine tra Turchia e Grecia.

## Amministrazioni
Al distretto appartengono 7 comuni e 16 villaggi.

### Comuni
| - İpsala (centro) - Esetçe - Haci - İbriktepe | - Kocahidir - Sultan - Yenikarpuzlu |

### Villaggi
| - Ahir - Balabancik - Saricaali - Hidirköy - Korucu - Koyunyeri | - Küçükdoǧanga - Paşaköy - Sarpdere - Turpçular - Karaaǧaç | - Kotuntepe - Kumdere - Pazardere - Tevfikiye - Vapildak |